# Saint-Pierre-d'Exideuil

Saint-Pierre-d'Exideuil este o comună în departamentul Vienne, Franța. În 2009 avea o populație de 806 de locuitori.